# چرکویی ایر
چرکویی ایر (به انگلیسی: Cherokee Air) یک شرکت هواپیمایی  است که در تاریخ ۱۹۸۷ میلادی تأسیس شده است. این شرکت هواپیمایی به باهاما و جنوب شرق فلوریدا، پرواز مستقیم انجام می‌دهد.